# أنستازيا قرواني
أنستازيا ماهر قَرَواني (؟) كاتبة أطفال ورسامة فلسطينية. لها قصص منشورة ورسومات وفازت بعدة جوائز، وتكتب أيضًا في الصحافة.

## حياتها
تخرجت أناستاسيا ماهر قرواني من الجامعة العربية الأمريكية ببكالوريوس اللغة الإنجليزية والترجمة، ثم الماجستير في الأدب والتواصل بين الثقافات من مركز اللغات في الجامعة نفسها. تدرس الأدب والترجمة، وتعمل في مجال برمجيات الحاسوب وتقنيات الشبكات والمواقع.

## مهنتها الأدبية والفنية
تكتب منذ الطفولة المبكرة. تجمع في أدبها بين الكتابة لأطفال وتصميم الرسومات الخاصة بقصصها. تعتقد أن من أهم المؤهلات لكاتب قصص الأطفال «مقدرته على التواصل مع الطفل الذي يختلف في مستواه العقلي عن الكبار من حيث النضج، وفهم قدراته النفسية والوجدانية التي تختلف عن الكبار.» في عام 2012، فازت قصتها «ريحان وجنية الغيوم» من رسمها وتأليفها بجائزة العودة السنوية الفلسطينية. ترسم لكتب الأطفال محترفًا. تحاول في قصصها معالجة القضايا الحساسة التي يمكن أن يتعامل معها الطفل والتي من شأنها أن تمكنه من تطوير نفسه واكتشاف هويته الذاتية الخاصة.

## جوائزها
- 2012: جائزة العودة في حقل قصص الأطفال عن قصتها «ريحان وجنية الغيوم».[5][6]
- 2018: جائزة اتصالات لكتاب الطفل في حقل الإخراج عن كتابها«كوزي».[7][8]
- 11 أبريل 2021: فازت قصتها «الصابون الذي هزم الملك» ضمن مشروع «تاريخ الفنّ الفلسطيني على لسان أغراض الحياة اليوميّة»، مسابقة المتحف الفلسطيني.[9]

## مؤلفاتها
من قصصها:
- «ريحان وجنية الغيوم»، 2012 (ردمك 9789950339316)
- «كوزي»، 2018 (ردمك 9789957040970)

من مشاركتها في الرسم:
- «رغد وبيسان»، روز شوملي مصلح، 2014
- «على سطح البيت»، جيكار خورشيد، 2014 (ردمك 9789995870928)
- «فلفول في بيت الغول»، مايا أبو الحيات، 2016 (ردمك 9789950851658)
- «الغولة، العنيزية، الحصيني: حكايات شعبية من أطفال البدو الفلسطينيين إلى أطفال العالم»، اعداد دنيس اسعد

## وصلات خارجية
- أنستازيا قرواني: «كوزي» الخسارة لدى الأطفال (mc-doualiya.com)